# Cyclocephala gregaria
Cyclocephala gregaria är en skalbaggsart som beskrevs av Heyne och Taschenberg 1907. Cyclocephala gregaria ingår i släktet Cyclocephala och familjen Dynastidae. Inga underarter finns listade i Catalogue of Life.